# 劉家義
劉 家義（りゅう かぎ、1955年8月26日 - ）は、中華人民共和国の官僚、経済学者。西南財経大学卒業、博士学位取得、高級審計師、南京審計学院名誉教授、中国人民大学公共管理学院兼職教授。1976年8月中国共産党入党。中共第十六期中央紀委常委、第十七期、十八期中央委員。曾任、中華人民共和国審計署審計長、中国代表担任聯合国審計委委員。現在、中共山東省委員会書記。

## 経歴
1956年8月26日、四川省開県で生まれる。
大学卒業後、劉家義は四川省審計庁に配属される。四年で副処級幹部に昇任。
1988年、中華人民共和国審計署に勤務。
中華人民共和国審計署駐成都特派弁幹部、駐成都弁公室総合処処長、駐成都副特派員等を歴任し、1992年8月、審計署商貿審計司副司長
1993年 司長に昇任
1996年9月、中共中央党校一年制中青年幹部培訓班で学習後、審計署副審計長に就任。
2008年3月–2017年4月、任審計署審計長。
審計長；同年7月、代表中国政府聯合国審計委員会委員にも就任した。任期は2014年6月まで。 
2017年4月、 任中共山東省委員会書記
2021年10月23日、全国人民代表大会常務委員会は劉家義を第13期全国人民代表大会財政経済委員会副主任委員に任命した。